# Sportjahr 2022
Liste der Sportjahre

◄◄ | ◄ | 2018 | 2019 | 2020 | 2021 | Sportjahr 2022 | 2023 | 2024 | 2025

Weitere Ereignisse · Olympische Winterspiele

## American Football
- 13. Februar: Die Los Angeles Rams gewinnen Super Bowl LVI in Inglewood, Kalifornien, gegen die Cincinnati Bengals mit 23:20.
- 30. Juli: Die Danube Dragons gewinnen Austrian Bowl XXXVII gegen die Vienna Vikings mit 51:29.
- 25. September: Die Vienna Vikings gewinnen das Championship Game in der European League of Football gegen die Hamburg Sea Devils mit 27:15.
- 8. Oktober: Die Schwäbisch Hall Unicorns gewinnen German Bowl XLIII im Deutsche Bank Park, Frankfurt am Main, gegen die Potsdam Royals mit 44:27.

## Badminton
Höhepunkte des Badmintonjahres 2022 waren der Thomas Cup, der Uber Cup und die Weltmeisterschaften. Weiterhin erfolgten viele Turnier-Absagen durch die COVID-19-Pandemie.

### BWF World Tour 1000, 750 und 500
| Veranstaltung         | Report            | Herreneinzel           | Dameneinzel           | Herrendoppel                          | Damendoppel                                 | Mixed                                          |
| World Tour Finals     | World Tour Finals | World Tour Finals      | World Tour Finals     | World Tour Finals                     | World Tour Finals                           | World Tour Finals                              |
| --------------------- | ----------------- | ---------------------- | --------------------- | ------------------------------------- | ------------------------------------------- | ---------------------------------------------- |
| BWF World Tour Finals | Report            | Viktor Axelsen         | Akane Yamaguchi       | Liu Yuchen Ou Xuanyi                  | Chen Qingchen Jia Yifan                     | Zheng Siwei Huang Yaqiong                      |
| Super 1000            |                   |                        |                       |                                       |                                             |                                                |
| All England           | Report            | Viktor Axelsen         | Akane Yamaguchi       | Muhammad Shohibul Fikri Bagas Maulana | Nami Matsuyama Chiharu Shida                | Yuta Watanabe Arisa Higashino                  |
| Indonesia Open        | Report            | Viktor Axelsen         | Tai Tzu-ying          | Liu Yuchen Ou Xuanyi                  | Nami Matsuyama Chiharu Shida                | Zheng Siwei Huang Yaqiong                      |
| China Open            | -                 | abgesagt               | abgesagt              | abgesagt                              | abgesagt                                    | abgesagt                                       |
| Super 750             |                   |                        |                       |                                       |                                             |                                                |
| Malaysia Open         | Report            | Viktor Axelsen         | Ratchanok Intanon     | Takuro Hoki Yugo Kobayashi            | Apriyani Rahayu Siti Fadia Silva Ramadhanti | Zheng Siwei Huang Yaqiong                      |
| Japan Open            | Report            | Kenta Nishimoto        | Akane Yamaguchi       | Liang Weikeng Wang Chang              | Jeong Na-eun Kim Hye-jeong                  | Dechapol Puavaranukroh Sapsiree Taerattanachai |
| Denmark Open          | Report            | Shi Yuqi               | He Bingjiao           | Fajar Alfian Muhammad Rian Ardianto   | Chen Qingchen Jia Yifan                     | Zheng Siwei Huang Yaqiong                      |
| French Open           | Report            | Viktor Axelsen         | He Bingjiao           | Satwiksairaj Rankireddy Chirag Shetty | Pearly Tan Thinaah Muralitharan             | Zheng Siwei Huang Yaqiong                      |
| Fuzhou China Open     | -                 | abgesagt               | abgesagt              | abgesagt                              | abgesagt                                    | abgesagt                                       |
| Super 500             |                   |                        |                       |                                       |                                             |                                                |
| India Open            | Report            | Lakshya Sen            | Busanan Ongbumrungpan | Satwiksairaj Rankireddy Chirag Shetty | Benyapa Aimsaard Nuntakarn Aimsaard         | Terry Hee Tan Wei Han                          |
| Korea Open            | Report            | Weng Hongyang          | An Se-young           | Kang Min-hyuk Seo Seung-jae           | Jeong Na-eun Kim Hye-jeong                  | Tan Kian Meng Lai Pei Jing                     |
| Thailand Open         | Report            | Lee Zii Jia            | Tai Tzu-ying          | Takuro Hoki Yugo Kobayashi            | Nami Matsuyama Chiharu Shida                | Zheng Siwei Huang Yaqiong                      |
| Indonesian Masters    | Report            | Viktor Axelsen         | Chen Yufei            | Fajar Alfian Muhammad Rian Ardianto   | Chen Qingchen Jia Yifan                     | Zheng Siwei Huang Yaqiong                      |
| Malaysia Masters      | Report            | Chico Aura Dwi Wardoyo | An Se-young           | Fajar Alfian Muhammad Rian Ardianto   | Chen Qingchen Jia Yifan                     | Zheng Siwei Huang Yaqiong                      |
| Singapore Open        | Report            | Anthony Ginting        | P. V. Sindhu          | Leo Rolly Carnando Daniel Marthin     | Apriyani Rahayu Siti Fadia Silva Ramadhanti | Dechapol Puavaranukroh Sapsiree Taerattanachai |
| Hong Kong Open        | -                 | abgesagt               | abgesagt              | abgesagt                              | abgesagt                                    | abgesagt                                       |

## Cricket
- ICC Men’s T20 World Cup 2022 vom 16. Oktober bis zum 13. November in Australien.

## Darts
Am 3. Januar 2022 konnte sich der Schotte Peter Wright im Finale der PDC World Darts Championship 2022 gegen den Engländer Michael Smith durchsetzen und wurde damit zum zweiten Mal Weltmeister im Dartsport. Damit endete das Event, welches am 15. Dezember 2021 im Alexandra Palace in London begonnen hatte.

## Eishockey
- 13. bis 29. Mai: Turnier der Top-Division bei der Eishockey-Weltmeisterschaft der Herren 2022 in Tampere und Helsinki in Finnland. Der Gastgeber Finnland konnte sich im Finale mit 4:3 nach Verlängerung gegen den Titelverteidiger Kanada durchsetzen. Den 3. Platz belegte Tschechien. Die Mannschaft der Schweiz schloss das Turnier als Fünfter ab, Deutschland wurde Siebter, das wegen des Ausschlusses von Russland und Belarus nachgerückte Österreich Elfter bei 16 teilnehmenden Nationen.
- 25. August bis 4. September: Turnier der Top-Division bei der 24. Eishockey-Weltmeisterschaft der Frauen in den dänischen Städten Herning und Frederikshavn. Im Finale konnte sich der Titelverteidiger Kanada mit 2:1 gegen die USA durchsetzen. Den 3. Platz belegte Tschechien mit einem 4:2-Sieg über die Schweiz, die Frauen der deutschen Mannschaft belegten den neunten Rang. Das Team aus Österreich hatte das Turnier der Division IA (24. bis 30. April) mit dem vierten Platz abgeschlossen.

## Fußball

### Afrika-Cup
Vom 9. Januar bis 6. Februar fand der 33. Afrika-Cup in Kamerun statt. Im Finale setzte sich Senegal mit einem 4:2-Erfolg im Elfmeterschießen gegen Ägypten durch und konnte den Cup damit erstmalig gewinnen. Ursprünglich sollte das Turnier vom 9. Januar bis zum 6. Februar 2021 ausgetragen werden, wurde aber aufgrund der COVID-19-Pandemie um ein Jahr verschoben.

### FIFA-Klub-Weltmeisterschaft
Vom 3. bis 12. Februar fand die ursprünglich für 2021 in China und Japan geplante 18. FIFA-Klub-Weltmeisterschaft in den Vereinigten Arabischen Emiraten statt. Sieger wurde zum ersten Mal der FC Chelsea, der im Finale den brasilianischen Verein Palmeiras São Paulo mit 2:1 besiegte.

### Fußball-Europameisterschaft der Frauen
Die ursprünglich für den Sommer 2021 geplante 13. Fußball-Europameisterschaft der Frauen fand vom 6. bis 31. Juli in England statt. Das Finale im Londoner Wembley-Stadion konnten die Gastgeberinnen aus England nach einem 2:1 in der Verlängerung gegen die deutsche Nationalmannschaft für sich entscheiden. Die Nationalmannschaft aus Österreich schied im Viertelfinale gegen Deutschland aus, die Schweizer Nationalmannschaft bereits in der Gruppenphase.

### Fußball-Weltmeisterschaft
Vom 21. November bis 18. Dezember wurde die 22. Fußball-Weltmeisterschaft in Katar ausgetragen. Weltmeister wurde zum dritten Mal Argentinien, das im Endspiel Titelverteidiger Frankreich nach Elfmeterschießen 4:2 besiegte (nach 3:3 in der Verlängerung, 2:2 in der regulären Spielzeit). Den dritten Platz erreichte der amtierende Vize-Weltmeister Kroatien im Spiel um Platz 3 gegen die Nationalmannschaft Marokkos, die mit dem vierten Platz die bisher beste Platzierung einer afrikanischen Nationalmannschaft in der WM-Geschichte errang. Die Schweiz schied im Achtelfinale, Deutschland in der Gruppenphase aus. Österreich war bereits in der Qualifikation gescheitert.

### Höhepunkte im europäischen Vereinsfußball
- 18. Mai: Finale der UEFA Europa League 2021/22 in Sevilla (Spanien)
- 22. Mai: Finale der UEFA Women’s Champions League 2021/22 in Turin (Italien)
- 25. Mai: Finale der UEFA Europa Conference League 2021/22 in Tirana (Albanien)
- 28. Mai: Finale der UEFA Champions League 2021/22 in Saint-Denis (Frankreich)
- 10. August: UEFA Super Cup 2022 in Helsinki (Finnland)

## Rugby Union
- 12. November: Neuseeland gewinnt das Finale der Frauen-Rugby-Union-Weltmeisterschaft in Auckland 34:31 gegen England.

## Skispringen

### Vierschanzentournee
Vom 29. Dezember 2021 bis zum 6. Januar 2022 fand die 70. Vierschanzentournee statt. Der Japaner Ryōyū Kobayashi gewann die Tournee nach 2018/19 zum zweiten Mal, nachdem er bei drei von vier Springen siegreich war.

## Tennis

### Grand-Slam-Turniere

#### Australian Open
Die 110. Australian Open fanden vom 17. bis 30. Januar im australischen Melbourne statt. Sieger im Einzel wurden der Spanier Rafael Nadal (21. Grand-Slam-Titel) bei den Herren und die Australierin Ashleigh Barty (3. Grand-Slam-Titel) bei den Damen. Im Herrendoppel gewannen Thanasi Kokkinakis und Nick Kyrgios, im Damendoppel Barbora Krejčíková und Kateřina Siniaková sowie im Mixed Ivan Dodig und Kristina Mladenovic.

#### French Open
Die 121. French Open fanden vom 22. Mai bis 5. Juni in der französischen Hauptstadt Paris statt. Sieger im Einzel wurden Rafael Nadal (22. Grand-Slam-Titel) bei den Herren und die Polin Iga Świątek (2. Grand-Slam-Titel) bei den Damen. Im Herrendoppel gewannen Marcelo Arévalo und Jean-Julien Rojer, im Damendoppel Caroline Garcia und Kristina Mladenovic sowie im Mixed Ena Shibahara und Wesley Koolhof.

#### Wimbledon
Die 135. Wimbledon Championships fanden vom 27. Juni bis 10. Juli in der britischen Hauptstadt London statt. Sieger im Einzel wurden der Serbe Novak Đoković (21. Grand-Slam-Titel) bei den Herren und die für Kasachstan angetretene Jelena Rybakina (1. Grand-Slam-Titel) bei den Damen. Im Herrendoppel gewannen Matthew Ebden und Max Purcell, im Damendoppel Barbora Krejčíková und Kateřina Siniaková sowie im Mixed Desirae Krawczyk und Neal Skupski.

#### US Open
Die 142. US Open fanden vom 29. August bis 11. September im US-amerikanischen New York statt. Sieger im Einzel wurden der Spanier Carlos Alcaraz (1. Grand-Slam-Titel) bei den Herren und die Polin Iga Świątek (3. Grand-Slam-Titel) bei den Damen. Im Herrendoppel gewannen Rajeev Ram und Joe Salisbury, im Damendoppel Barbora Krejčíková und Kateřina Siniaková sowie im Mixed Storm Sanders und John Peers.

## Unterwassersport
- 3. März: Beim Unterwasserradfahren wurde in der Kategorie „größte 24-Stunden-Distanz eines Zehner-Teams im Unterwasser-Cycling“ (Staffelfahrt mit 2 Fahrrädern, Tauchgeräte, im Schwimmbecken in 5 m Tiefe) ein neuer Weltrekord von 123,15 km am 2./3. März 2022 im Schwimmbad Wien-Liesing gefahren. Das Team war aus dem Österreichischen Betriebssportverband. Der vorhergehende Rekord von 117 km wurde 2017 in Hessen, Deutschland erzielt.[1]

## Gestorben

### Januar
- 01. Januar: Andreas Kunz, deutscher Nordischer Kombinierer (* 1946) Andreas Kunz (2. von links, 1968)

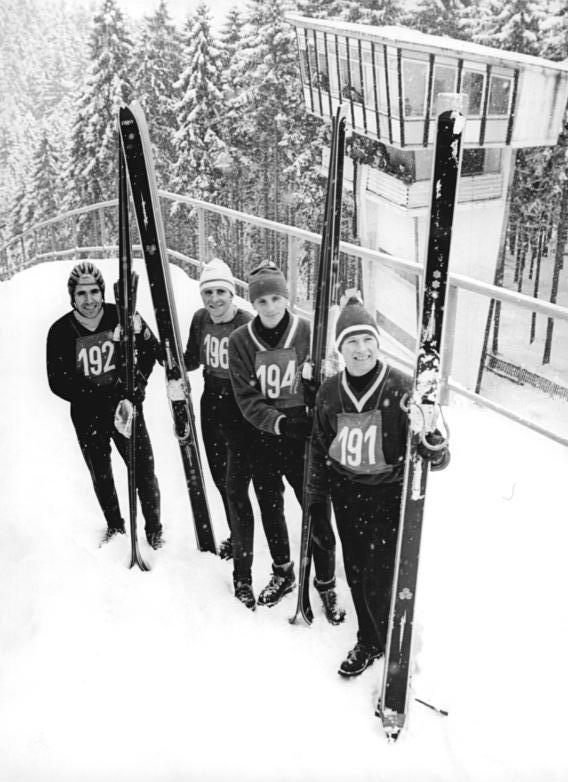
Andreas Kunz (2. von links, 1968)

- 01. Januar: Dan Reeves, US-amerikanischer American-Football-Spieler und -Trainer (* 1944)
- 02. Januar: Wiktor Sanejew, sowjetischer Leichtathlet (* 1945)
- 03. Januar: Jud Logan, US-amerikanischer Leichtathlet (* 1959)
- 04. Januar: Rolf-Dieter Amend, deutscher Kanute und Kanutrainer (* 1949)
- 04. Januar: Anatolij Kuksow, sowjetischer bzw. ukrainischer Fußballspieler und -trainer (* 1949)
- 05. Januar: Ralph Neely, US-amerikanischer American-Football-Spieler (* 1943)
- 05. Januar: Olga Szabó-Orbán, rumänische Florettfechterin (* 1938)
- 07. Januar: Mino De Rossi, italienischer Radrennfahrer (* 1931)
- 07. Januar: Jauhen Krywamas, belarussischer Eishockeyspieler (* 1979)
- 08. Januar: Wiktor Masin, sowjetischer Gewichtheber (* 1954)
- 08. Januar: Nina Rotschewa, sowjetische Skilangläuferin (* 1948)
- 09. Januar: François Carrard, Schweizer Sportfunktionär (* 1938)
- 09. Januar: Jochenfritz Meinke, deutscher Fußballspieler (* 1930) Jochenfritz Meinke (links, 1961)

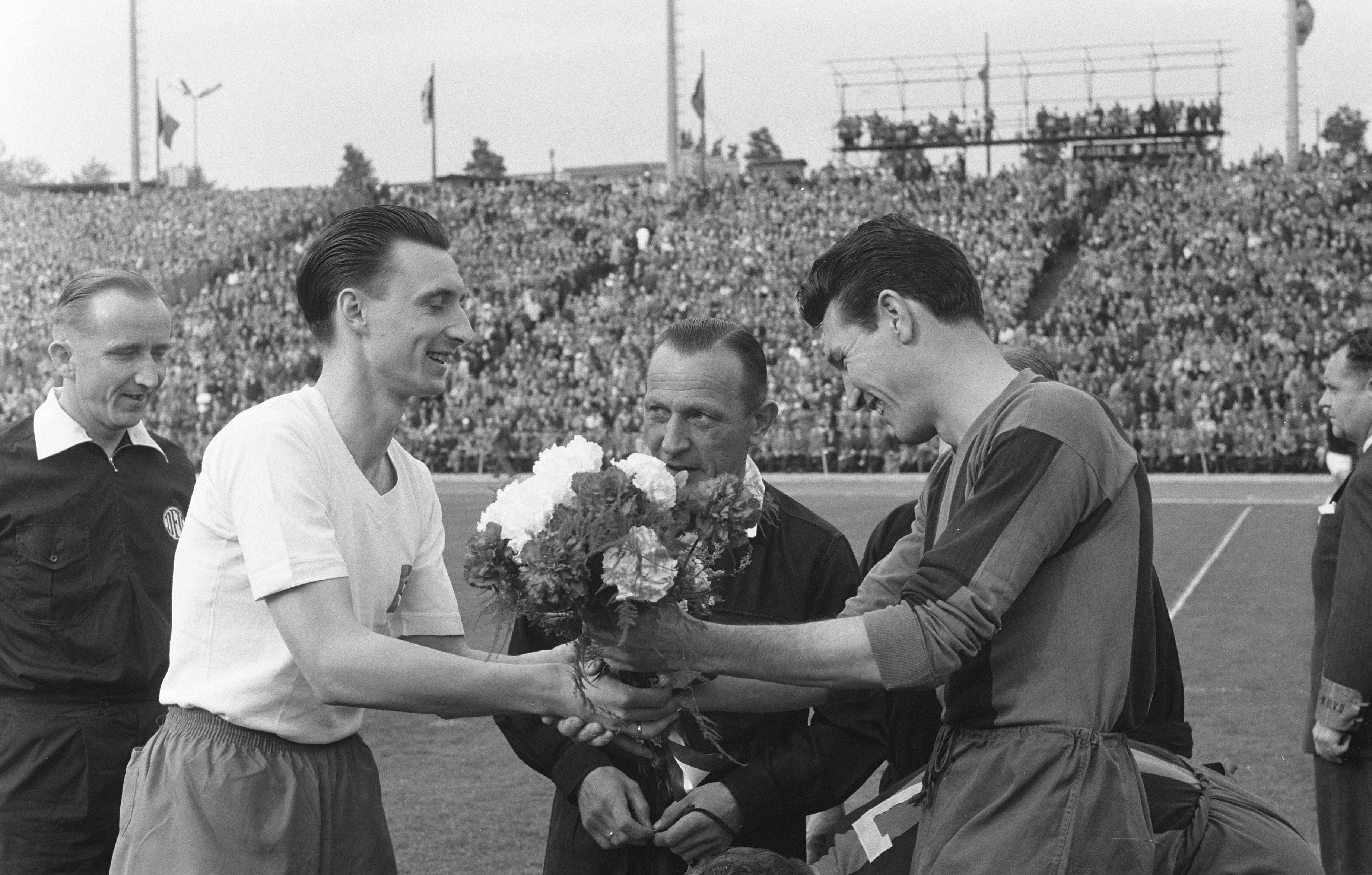
Jochenfritz Meinke (links, 1961)

- 09. Januar: Jouni Seistamo, finnischer Eishockeyspieler (* 1939)
- 10. Januar: Alfred Gager, österreichischer Fußballspieler (* 1942)
- 10. Januar: Don Maynard, US-amerikanischer American-Football-Spieler (* 1935)
- 10. Januar: Alejandro Quiroz, mexikanischer Moderner Fünfkämpfer (* 1920)
- 10. Januar: Olavi Rinteenpää, finnischer Hindernisläufer (* 1924)
- 11. Januar: Anatoli Aljabjew, sowjetischer Biathlet (* 1951)
- 11. Januar: Klaus Ploghaus, deutscher Leichtathlet (* 1956)
- 11. Januar: Siegfried Valentin, deutscher Leichtathlet (* 1936)
- 12. Januar: Claire Tomlinson, englische Polospielerin (* 1944)
- 13. Januar: Werner Delmes, deutscher Hockeyspieler (* 1930)
- 13. Januar: Raúl Vilches, kubanischer Volleyballspieler und -trainer (* 1964)
- 14. Januar: Joachim Appel, deutscher Eishockeyspieler (* 1967)
- 17. Januar: Juan Caviglia, argentinischer Turner (* 1929)
- 18. Januar: Francisco Gento, spanischer Fußballspieler (* 1933)
- 18. Januar: Lusia Harris, US-amerikanische Basketballspielerin (* 1955) Lusia Harris (1977)

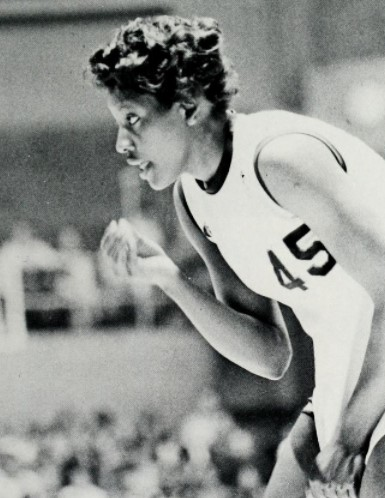
Lusia Harris (1977)

- 18. Januar: Alberto Michelotti, italienischer Fußballschiedsrichter (* 1930)
- 19. Januar: Hans-Jürgen Dörner, deutscher Fußballspieler und -trainer (* 1951)
- 19. Januar: Nils Arne Eggen, norwegischer Fußballspieler und -trainer (* 1941)
- 19. Januar: Stanisław Grędziński, polnischer Leichtathlet (* 1945)
- 20. Januar: Heidi Biebl, deutsche Skirennläuferin (* 1941) Heidi Biebl (1960)

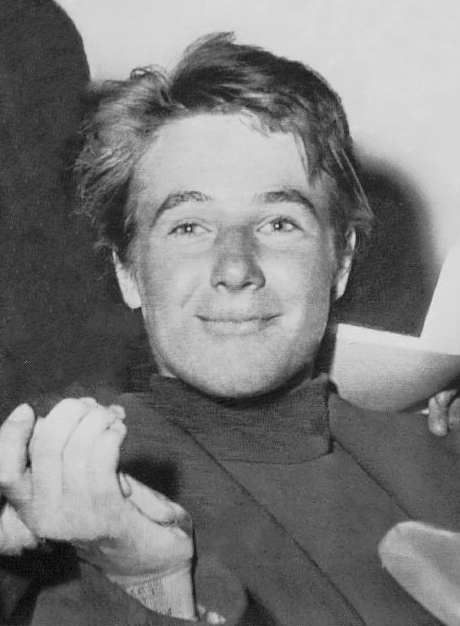
Heidi Biebl (1960)

- 20. Januar: Randy Boyd, kanadischer Eishockeyspieler und -trainer (* 1962)
- 21. Januar: Rex Cawley, US-amerikanischer Leichtathlet (* 1940)
- 21. Januar: Clark Gillies, kanadischer Eishockeyspieler (* 1954)
- 21: Januar: Marcel Mauron, Schweizer Fußballspieler (* 1929)
- 22. Januar: António Lima Pereira, portugiesischer Fußballspieler (* 1952)
- 22. Januar: Oskar Lotz, deutscher Fußballspieler (* 1940)
- 23. Januar: Ketewan Lossaberidse, sowjetische bzw. georgische Bogenschützin (* 1949)
- 24. Januar: Szilveszter Csollány, ungarischer Turner (* 1970)
- 24. Januar: Mychajlo Nowopaschyn, ukrainischer E-Sportler (* 1986)
- 25. Januar: Wim Jansen, niederländischer Fußballspieler und -trainer (* 1946)
- 25. Januar: Richard Stearns, US-amerikanischer Segler (* 1927)
- 26. Januar: Dieter Flögel, deutscher Radsportler (* 1953)
- 26. Januar: Jan Michalik, polnischer Ringer (* 1948)
- 26. Januar: Ludwig Müller, deutscher Leichtathlet (* 1932)
- 27. Januar: Alfred Lesser, deutscher Skispringer (* 1940)
- 27. Januar: Gerd Neuser, deutscher Fußballtrainer (* 1945)
- 27. Januar: Charanjit Singh, indischer Hockeyspieler (* 1931)
- 28. Januar: Hanspeter Lanig, deutscher Skirennläufer (* 1935)
- 29. Januar: Rudolf Kopp, deutscher Skilangläufer (* 1926)
- 29. Januar: Gerd Schädlich, deutscher Fußballspieler und -trainer (* 1952)
- 31. Januar: Valdemaras Novickis, sowjetischer bzw. litauischer Handballspieler und -trainer (* 1956)

### Februar
- 03. Februar: Fritz Schwab jun., österreichischer Fußballfunktionär (* 1932)
- 04. Februar: Tibor Bodnár, ungarischer Sportschütze (* 1955)
- 05. Februar: Ivan Kučírek, tschechoslowakischer Radsportler (* 1946)
- 05. Februar: Boris Melnikow, sowjetischer Fechter (* 1938)
- 06. Februar: Horst Bertl, deutscher Fußballspieler (* 1947)
- 06. Februar: Abram Chassin, sowjetischer bzw. russischer Schachspieler (* 1923)
- 06. Februar: Ronnie Hellström, schwedischer Fußballtorhüter (* 1949) Ronnie Hellström (am Boden, 1974)

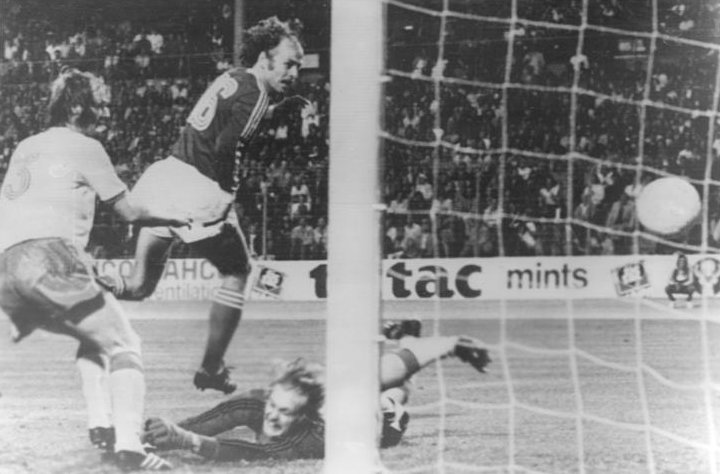
Ronnie Hellström (am Boden, 1974)

- 06. Februar: Günther Knauss, deutscher Eishockeyspieler (* 1943)
- 07. Februar: Andrzej Rapacz, polnischer Biathlet (* 1948)
- 08. Februar: David Rudman, sowjetischer Judoka und Samboka (* 1943)
- 09. Februar: Johnny Raper, australischer Rugbyspieler (* 1939)
- 10. Februar: Duvall Hecht, US-amerikanischer Ruderer (* 1930)
- 13. Februar: Berit Berthelsen, norwegische Leichtathletin (* 1944)
- 14. Februar: Borislav Ivkov, jugoslawischer bzw. serbischer Schachspieler (* 1933)
- 14. Februar: Andrei Lopatow, sowjetischer Basketballspieler (* 1957)
- 14. Februar: Julio Morales, uruguayischer Fußballspieler (* 1945)
- 15. Februar: Józef Zapędzki, polnischer Sportschütze (* 1929)
- 16. Februar: Hans-Georg Dulz, deutscher Fußballspieler (* 1936)
- 16. Februar: Ronnie Leitgeb, österreichischer Tennistrainer und -funktionär (* 1959)
- 16. Februar: Norbert Müller, deutscher Sporthistoriker (* 1946)

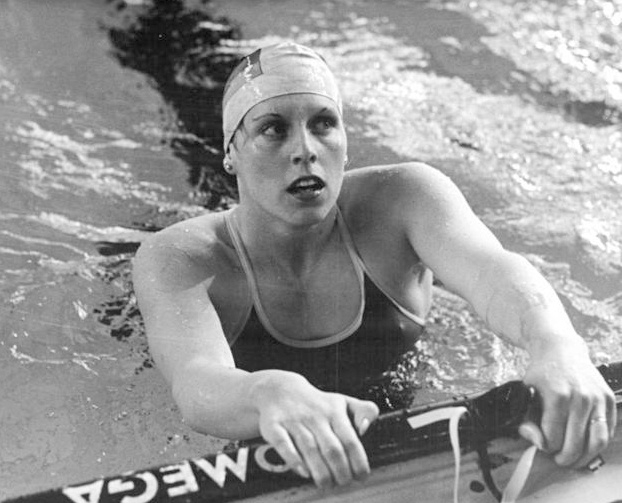
Kathleen Nord (1987)

- 17. Februar: Hermann Erlhoff, deutscher Fußballspieler (* 1944)
- 19. Februar: Emile Francis, kanadischer Eishockeyspieler, -trainer und -funktionär (* 1926)
- 19. Februar: Charley Taylor, US-amerikanischer American-Football-Spieler (* 1941)
- 20. Februar: Jack Parker, britischer Leichtathlet (* 1927)
- 20. Februar: Oleksandr Sydorenko, sowjetischer Schwimmer (* 1960)
- 21. Februar: John Emery, kanadischer Bobfahrer (* 1932)
- 21. Februar: Abdul Waheed, pakistanischer Hockeyspieler (* 1936)
- 23. Februar: Horst Preisler, deutscher Marathonläufer (* 1935)
- 24. Februar: Iwanka Christowa, bulgarische Leichtathletin (* 1941)
- 24. Februar: Kathleen Nord, deutsche Schwimmerin (* 1965)
- 26. Februar: Kevin Neufeld, kanadischer Ruderer (* 1960)
- 27. Februar: Walburga Grimm, deutsche Eiskunstlauf-Preisrichterin (* 1932)
- 27. Februar: Otto Schweizer, deutscher Fußballspieler (* 1924)

### März

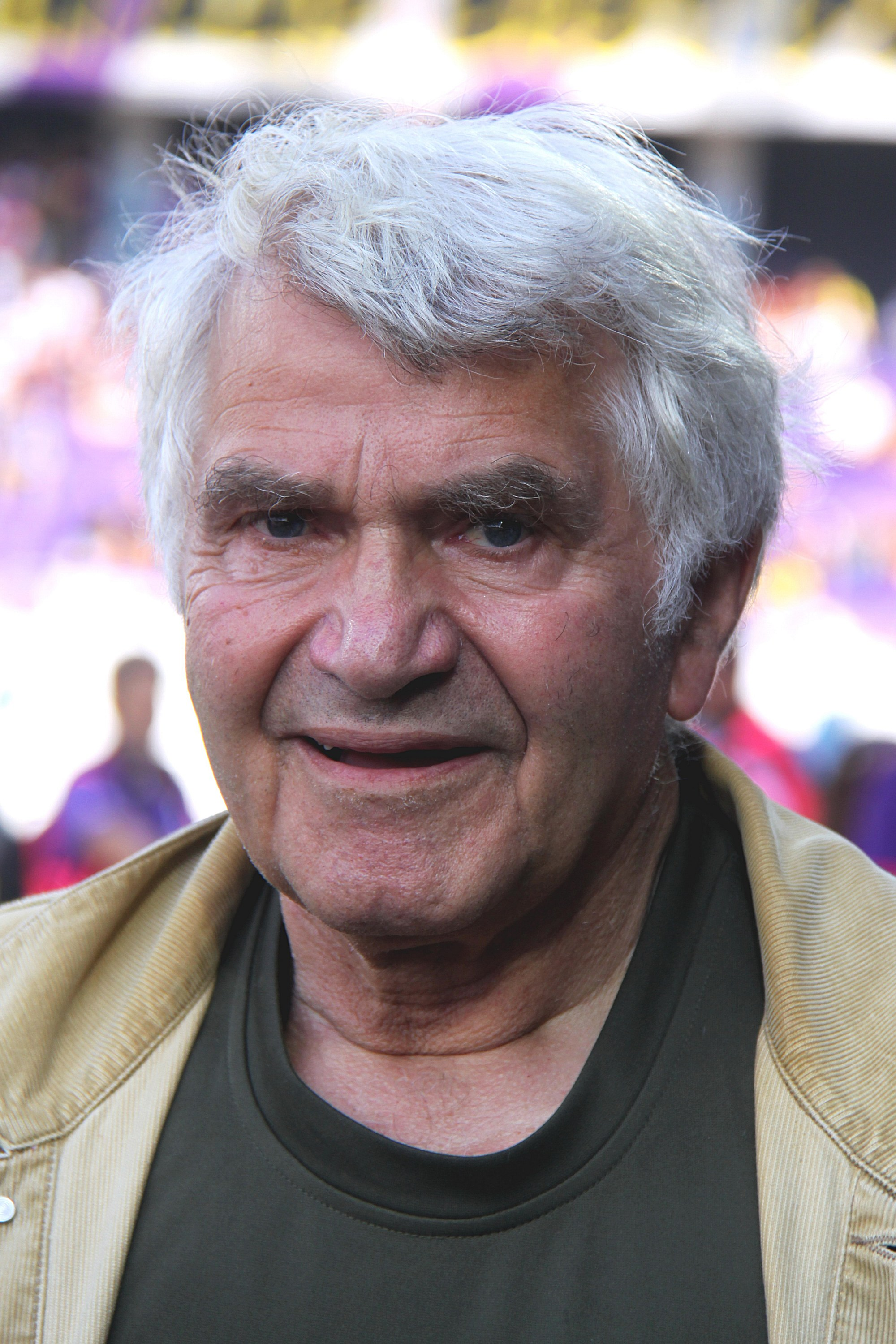
Sigi Bergmann (2013)

- 01. März: Alewtina Koltschina, sowjetische Skilangläuferin (* 1930)
- 01. März: Frank Mühlner, deutscher Handballspieler und -trainer (* 1960)
- 02. März: Robert Cohen, französischer Boxer (* 1930)
- 03. März: Dean Woods, australischer Radsportler (* 1966)
- 04. März: Wilhelm Huberts, österreichischer Fußballspieler (* 1938)
- 04. März: Paula Marosi, ungarische Fechterin (* 1936)
- 04. März: Shane Warne, australischer Cricketspieler (* 1969)
- 05. März: Jörg Trapp, deutscher Basketballspieler, -trainer und -funktionär (* 1942)
- 08. März: Sigi Bergmann, österreichischer Sportjournalist (* 1938)
- 08. März: Sergei Mandreko, tadschikisch-russischer Fußballspieler (* 1971)
- 10. März: Jürgen Grabowski, deutscher Fußballspieler (* 1944) Jürgen Grabowski (2005)

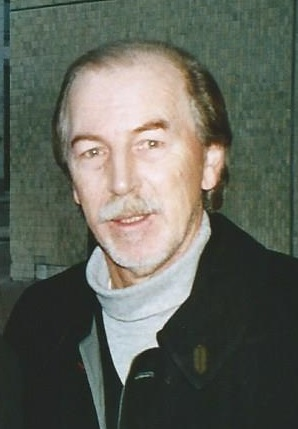
Jürgen Grabowski (2005)

- 12. März: Christian Pfeiffer, deutscher Motorradsportler (* 1970)
- 13. März: Markus Eicher, deutscher Eisschnellläufer und Eisschnelllauf-Trainer (* 1954)
- 13. März: Vic Elford, britischer Automobilrennfahrer (* 1935)
- 14. März: Charles Greene, US-amerikanischer Leichtathlet (* 1945)
- 14. März: Scott Hall, US-amerikanischer Wrestler (* 1958)
- 15. März: Joan McLagan, kanadische Schwimmerin (* 1922)
- 15. März: Jean Potvin, kanadischer Eishockeyspieler (* 1949)
- 16. März: Egidius Braun, deutscher Fußballfunktionär (* 1925)
- 17. März: Anthony Nash, britischer Bobfahrer (* 1936)
- 18. März: Ezio Damolin, italienischer Skisportler (* 1944)
- 18. März: Alfons Dirnberger, österreichischer Fußballspieler (* 1941)
- 21. März: Fevzi Zemzem, türkischer Fußballspieler und -trainer (* 1941)
- 24. März: Kirk Baptiste, US-amerikanischer Leichtathlet (* 1962)
- 26. März: Aimé Mignot, französischer Fußballspieler und -trainer (* 1932)
- 27. März: Dieter Gruschwitz, deutscher Sportjournalist und -moderator (* 1954)
- 27. März: Alexandra Sabelina, sowjetische bzw. russische Florettfechterin (* 1937)
- 28. März: Naci Erdem, türkischer Fußballspieler und -trainer (* 1931)
- 30. März: Egon Franke, polnischer Fechter (* 1935)
- 31. März: Horst Wruck, deutscher Fußballspieler (* 1946)

### April

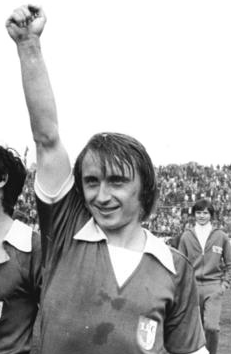
Joachim Streich (1978)

- 01. April: Petre Ivănescu, rumänischer Handballspieler und -trainer (* 1936)
- 02. April: Leonel Sánchez, chilenischer Fußballspieler (* 1936)
- 03. April: Werner Klatt, deutscher Ruderer (* 1948)
- 04. April: Petar Skansi, jugoslawischer bzw. kroatischer Basketballspieler und -trainer (* 1943)
- 05. April: Josef Panáček, tschechoslowakischer Sportschütze (* 1937)
- 06. April: Karol Divín, tschechoslowakischer Eiskunstläufer (* 1936)
- 06. April: Bela Mesaroš, jugoslawischer bzw. serbischer Tischtennisspieler und Schachspieler (* 1952)
- 06. April: Ana Pascu, rumänische Florettfechterin (* 1944)
- 06. April: Gerd Zimmermann, deutscher Fußballspieler (* 1949)
- 07. April: Rayfield Wright, US-amerikanischer American-Football-Spieler (* 1945)
- 10. April: Eya Guezguez, tunesische Regattaseglerin (* 2005)
- 11. April: Hennes Junkermann, deutscher Radrennfahrer (* 1934)
- 12. April: Wolfgang Fahrian, deutscher Fußballspieler (* 1941)
- 12. April: Sergei Jaschin, sowjetischer bzw. russischer Eishockeyspieler und -trainer (* 1962)
- 12. April: Irina Worobjowa, sowjetische Eiskunstläuferin (* 1958)
- 13. April. Freddy Rincón, kolumbianischer Fußballspieler und -trainer (* 1966)
- 14. April: Mike Bossy, kanadischer Eishockeyspieler (* 1957)
- 15. April: Bernhard Germeshausen, deutscher Bobpilot (* 1951)
- 16. April: Joachim Streich, deutscher Fußballspieler und -trainer (* 1951)
- 21. April: Daryle Lamonica, US-amerikanischer American-Football-Spieler (* 1941)
- 22. April: Guy Lafleur, kanadischer Eishockeyspieler (* 1951)
- 26. April: Hansjörg Döpp, deutscher Sportfunktionär (* 1940)
- 26. April: İsmail Ogan, türkischer Ringer (* 1933)
- 27. April: Friedrich-Wilhelm Göcke, deutscher Fußballspieler (* 1945)
- 28. April: Zoran Sretenović, jugoslawischer bzw. serbischer Basketballspieler und -trainer (* 1964)
- 30. April: Mino Raiola, italienischer Spielervermittler (* 1967)

### Mai

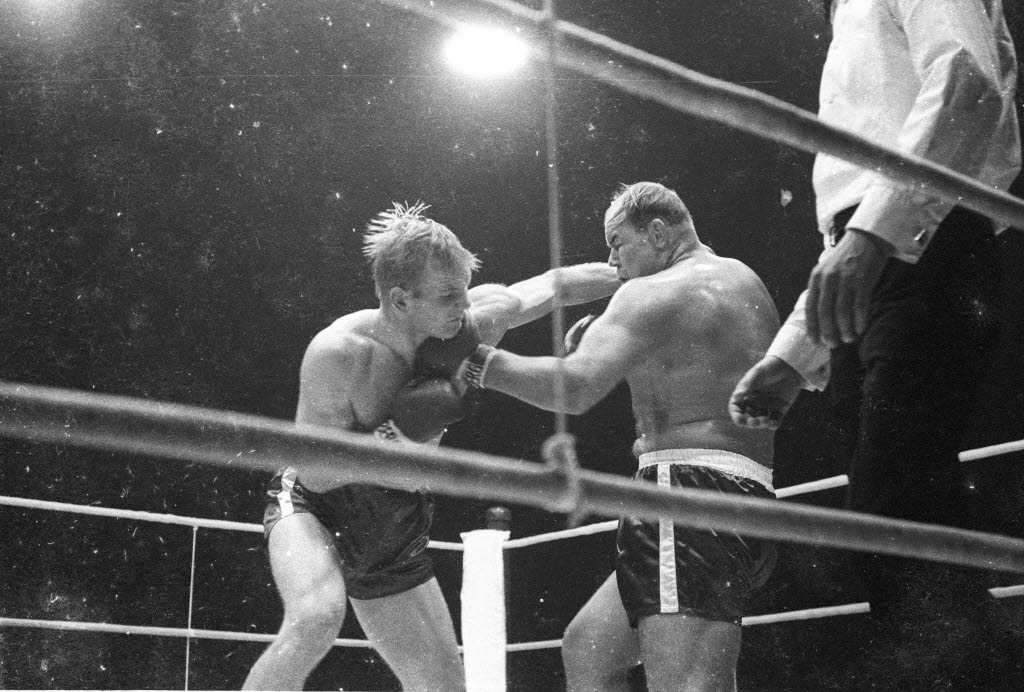
Jürgen Blin (links, 1968)

- 01. Mai: Ivica Osim, jugoslawischer bzw. bosnischer Fußballspieler und -trainer (* 1941)
- 03. Mai: Tony Brooks, britischer Automobilrennfahrer (* 1932)
- 03. Mai: Josef Fröwis, österreichischer Sportschütze (* 1937)
- 03. Mai: Klaus Hirche, deutscher Eishockeyspieler und -trainer (* 1939)
- 05. Mai: Ernst Luding, deutscher Eisschnelllauftrainer (* 1942)
- 05. Mai: Leo Wilden, deutscher Fußballspieler (* 1936)
- 07. Mai: Juri Awerbach, russischer Schachspieler (* 1922)
- 07. Mai: Jürgen Blin, deutscher Schwergewichtsboxer (* 1943)
- 08. Mai: Marija Gussakowa, sowjetische Skilangläuferin (* 1931)
- 08. Mai: Bengt Johansson, schwedischer Handballspieler und -trainer (* 1942)
- 09. Mai: Andreas Lütkefels, deutscher Ruderer (* 1964)
- 10. Mai: Bob Lanier, US-amerikanischer Basketballspieler und -trainer (* 1948)
- 11. Mai: Henk Groot, 	niederländischer Fußballspieler (* 1938)
- 14. Mai: Hermann Stöcker, deutscher Fußballspieler (* 1938)
- 14. Mai: Andrew Symonds, australischer Cricketspieler (* 1975)
- 14. Mai: Lassi Toivola, finnischer Ringkampfschiedsrichter (* 1931)

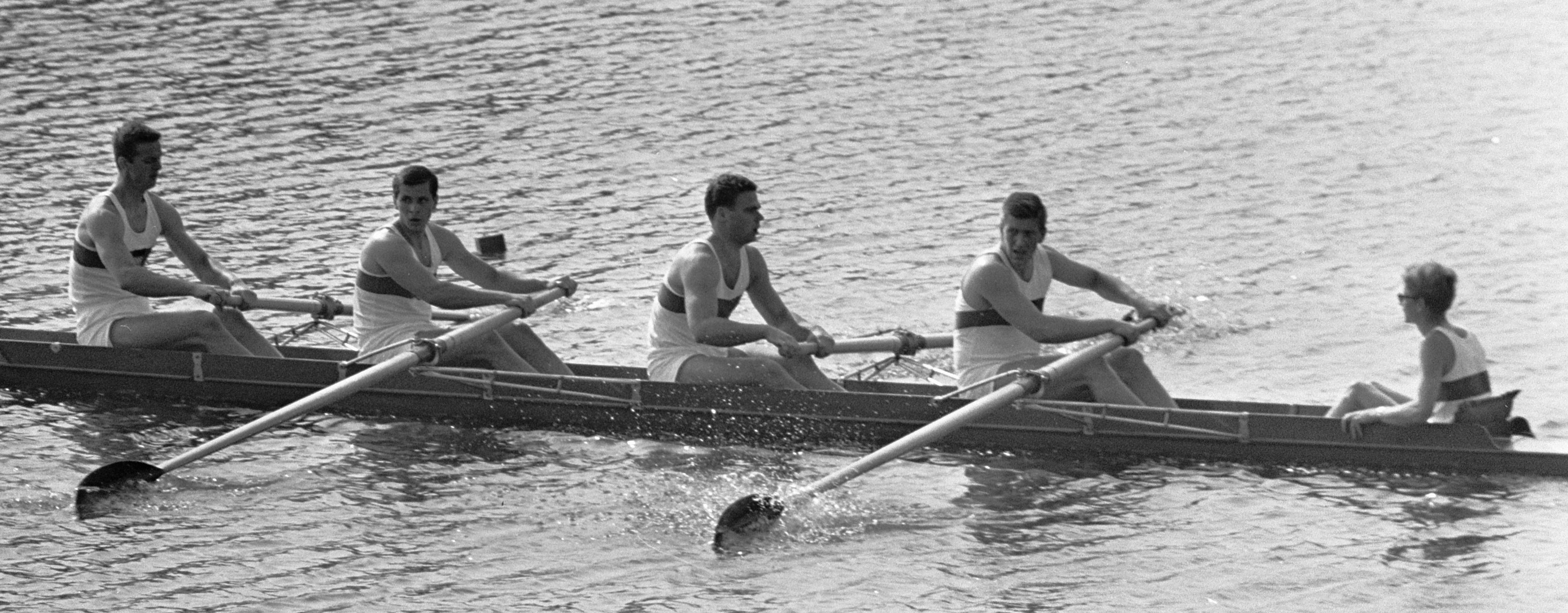
Egbert Hirschfelder (1. links, 1964)

- 17. Mai: Ademola Okulaja, deutscher Basketballspieler und Spielerberater (* 1975)
- 22. Mai: David Forbes, australischer Segler (* 1934)
- 24. Mai: Thomas Ulsrud, norwegischer Curler (* 1971)
- 29. Mai: Lester Piggott, britischer Jockey und Galopptrainer (* 1935)
- 31. Mai: Egbert Hirschfelder, deutscher Ruderer (* 1942)
- 31: Mai: Götz von Tschirnhaus, deutscher Autorennfahrer (* 1939)

### Juni

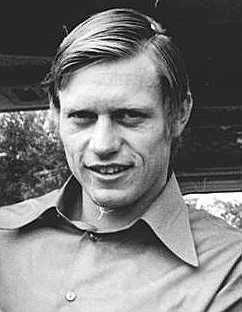
Bernd Bransch (1974)

- 02. Juni: Paul Coppo, US-amerikanischer Eishockeyspieler (* 1938)
- 03. Juni: Larry Hillman, kanadischer Eishockeyspieler, -trainer und -funktionär (* 1937)
- 04. Juni: Isaac Berger, US-amerikanischer Gewichtheber (* 1936)
- 06. Juni: Eric Nesterenko, kanadischer Eishockeyspieler und -trainer (* 1933)
- 07. Juni: Ladislav Olejník, tschechoslowakischer Eishockeyspieler und deutscher Eishockeytrainer (* 1932)
- 08. Juni: Julio Jiménez, spanischer Radrennfahrer (* 1934)
- 08. Juni: Andrei Schumilin, russischer Ringer (* 1970)
- 09. Juni: Fritz Brühlmann, Schweizer Zweiradmechaniker (* 1936)
- 09. Juni: Don Perkins, US-amerikanischer American-Football-Spieler (* 1938)
- 11. Juni: Bernd Bransch, deutscher Fußballspieler (* 1944)
- 12. Juni: Phil Bennett, walisischer Rugbyspieler (* 1948)
- 13. Juni: Carlos Ortiz, puerto-ricanischer Boxer (* 1936)
- 14. Juni: William Marsh, US-amerikanischer Kampfsportler (* 1944)
- 15. Juni: Robert Dumontois, französischer Ruderer (* 1941)
- 15. Juni: Udo Hild, deutscher Ruderer (* 1943)

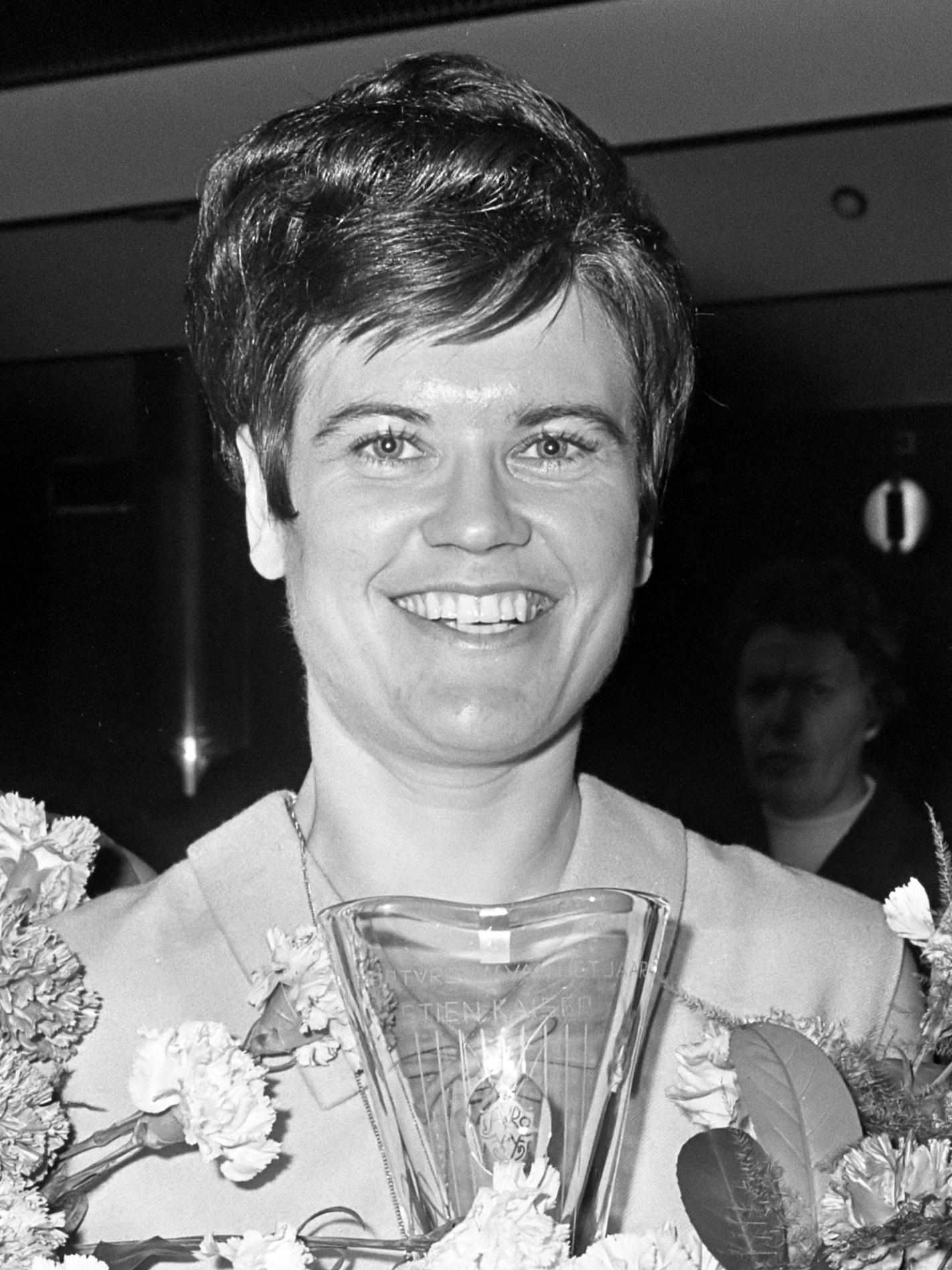
Christina Baas-Kaiser (1968)

- 16. Juni: Steinar Amundsen, norwegischer Kanute (* 1945)
- 17. Juni: Hugh McElhenny, US-amerikanischer American-Football-Spieler (* 1928)
- 21. Juni: Birgit Pohl, deutsche Leichtathletin und Schwimmerin (* 1954)
- 22. Juni: Ella Lauer, deutsche Tischtennisspielerin und -funktionärin (* 1940)
- 22. Juni: Jonny Nilsson, schwedischer Eisschnellläufer (* 1943)
- 22. Juni: Bruton Smith, US-amerikanischer Motorsportveranstalter (* 1927)
- 22. Juni: Jüri Tarmak, sowjetischer Leichtathlet (* 1946)
- 23. Juni: Christina Baas-Kaiser, niederländische Eisschnellläuferin (* 1938)
- 25. Juni: Bernhard Wessel, deutscher Fußballspieler (* 1936)
- 25. Juni: William Woolsey, US-amerikanischer Schwimmer (* 1934)
- 29. Juni: Adolf Fehr, liechtensteinischer Skirennläufer (* 1940)
- 29. Juni: Manfred Krafft, deutscher Fußballspieler und -trainer (* 1937)
- 29. Juni: Eeles Landström, finnischer Leichtathlet (* 1932)
- 29. Juni: Jim Pappin, kanadischer Eishockeyspieler, -trainer und -scout (* 1939)
- 30. Juni: Dmitri Stjopuschkin, russischer Bobfahrer (* 1975)

### Juli

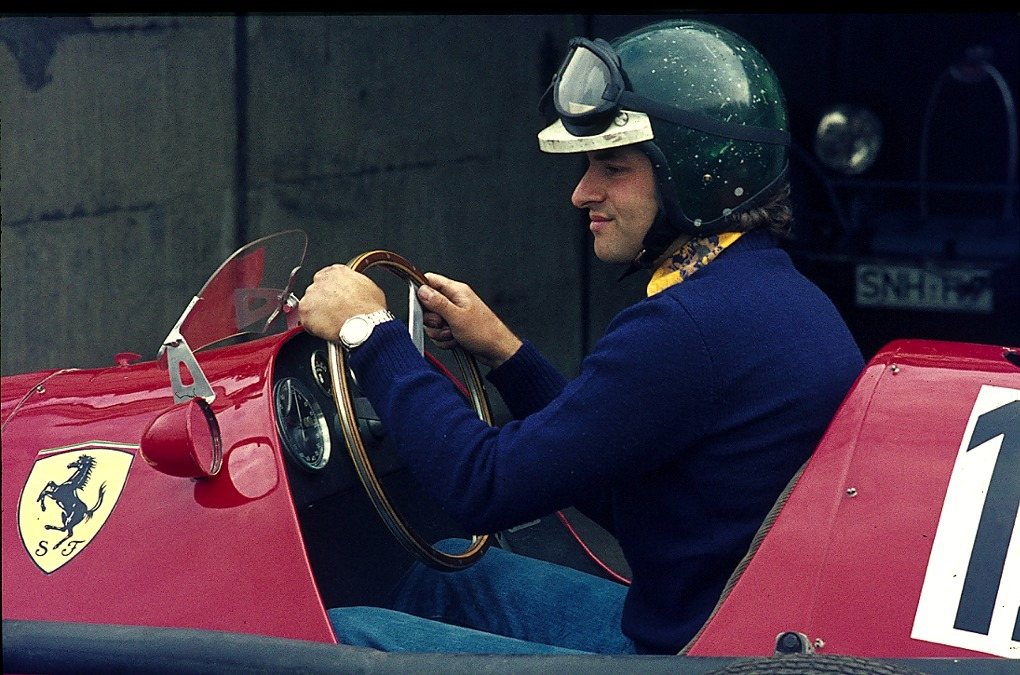
Alain de Cadenet (1975)

- 01. Juli: Rainer Scholz, deutscher Fußballspieler und -trainer (* 1954)
- 02. Juli: Alain de Cadenet, britischer Automobilrennfahrer (* 1945)
- 02. Juli: Andy Goram, schottischer Fußballspieler (* 1964)
- 04. Juli: Hubert Erang, luxemburgischer Kunstturner (* 1931)
- 05. Juli: Arne Åhman, schwedischer Leichtathlet (* 1925)
- 05. Juli: José Vicente Chandler, puerto-ricanischer Leichtathlet (* 1922)
- 06. Juli: Arnaldo Pambianco, italienischer Radrennfahrer (* 1935)
- 07. Juli: Pedro Ferrándiz, spanischer Basketballspieler und -trainer (* 1928)
- 10. Juli: Marcel Rémy, Schweizer Bergsteiger und Kletterer (* 1923)
- 12. Juli: Jürgen Papies, deutscher Fußballspieler (* 1944)
- 12. Juli: Christoph-Michael Zeisner, deutscher Sportschütze (* 1943)
- 14. Juli: Jürgen Heinsch, deutscher Fußballspieler und -trainer (* 1940)
- 14. Juli: Pleun Strik, niederländischer Fußballspieler (* 1944)

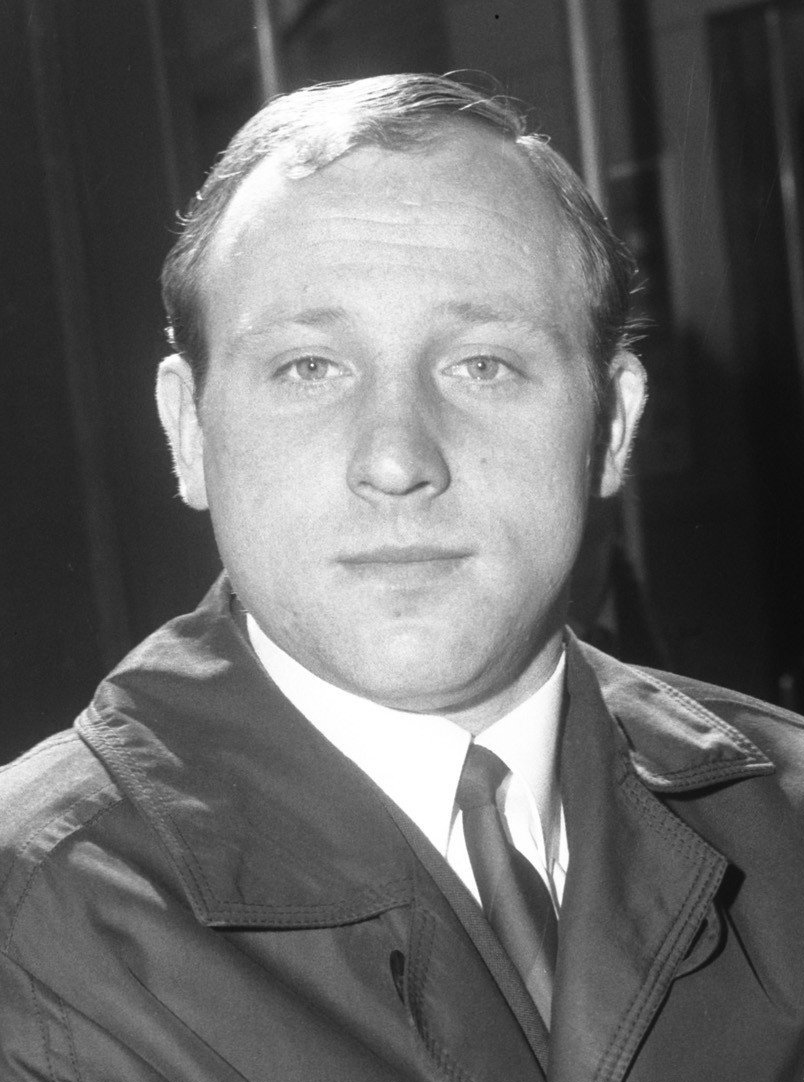
Uwe Seeler (1966)

- 16. Juli: Wakanohana Kanji II., japanischer Sumōringer (* 1953)
- 18. Juli: Ottavio Cinquanta, italienischer Sportfunktionär (* 1938)
- 21. Juli: Uwe Seeler, deutscher Fußballspieler und -funktionär (* 1936)
- 22. Juli: David Moores, britischer Fußballfunktionär (* 1945)
- 24. Juli: Juri Kolmakow, russischer Biathlet (* 1945)
- 24. Juli: Kurt Pfammatter, Schweizer Eishockeyspieler (* 1941)
- 27. Juli: Celina Seghi, italienische Skirennläuferin (* 1920)
- 28. Juli: Terry Neill, nordirischer Fußballspieler und -trainer (* 1942)
- 28. Juli: Péter Szőke, ungarischer Tennisspieler (* 1947)
- 29. Juli: Hans Bangerter, Schweizer Fußballfunktionär (* 1924)
- 31. Juli: Anthony Janiec, französischer Automobil- und Truckrennfahrer (* 1984)
- 31. Juli: Bill Russell, US-amerikanischer Basketballspieler und -trainer (* 1934)
- 000Juli: Jean Westwood, britische Eiskunstläuferin (* 1931)

### August
- 01. August: Hans Weilbächer, deutscher Fußballspieler (* 1933)
- 02. August: Rüdiger Schmidtke, deutscher Boxer (* 1943)
- 03. August: Terry Caffery, kanadischer Eishockeyspieler (* 1949)
- 04. August: Wolfgang Haustein, deutscher Fußballspieler und -trainer (* 1941) Wolfgang Haustein
(ganz links, 1971)

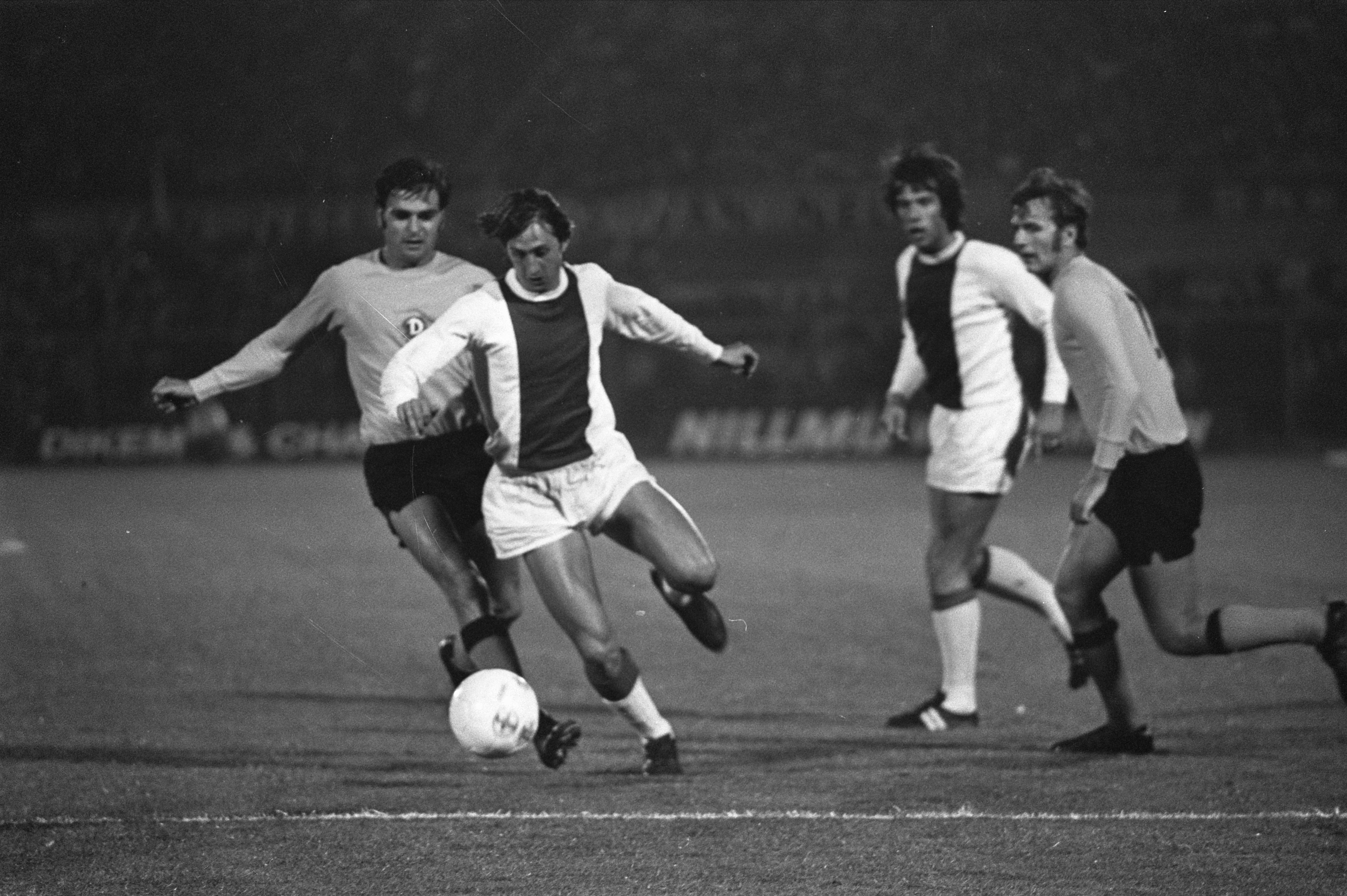
Wolfgang Haustein
(ganz links, 1971)

- 05. August: Rudolf Knez, jugoslawischer Eishockeyspieler (* 1943)
- 09. August: Willi O. Hoffmann, deutscher Fußballfunktionär (* 1930)
- 10. August: Lydia de Vega, philippinische Leichtathletin (* 1964)
- 14. August: Ludovit Karpil, slowakischer Basketballtrainer (* 1939)
- 15. August: Karl Senne, deutscher Sportjournalist und Fernsehmoderator (* 1934)
- 18. August: John Powell, US-amerikanischer Leichtathlet (* 1947)
- 19. August: Elisabeth Eichholz, deutsche Radsportlerin (* 1939)
- 19. August: Egon Pajenk, österreichischer Fußballspieler (* 1950)
- 20. August: Paul Pidancet, deutscher Fußballspieler (* 1937)
- 22. August: György Pásztor, ungarischer Eishockeyspieler und Sportfunktionär (* 1923)
- 24. August: Len Dawson, US-amerikanischer American-Football-Spieler (* 1935)
- 25. August: Herman Van Springel, belgischer Radrennfahrer (* 1943)
- 27. August: Robert Mitchell, britischer Shorttracker (* 1972)
- 27. August: Milutin Šoškić, jugoslawischer bzw. serbischer Fußballspieler (* 1937)
- 28. August: Alfred Hala, österreichischer Fußballspieler (* 1950)
- 29. August: Manzoor Hussain, pakistanischer Hockeyspieler (* 1958)
- 30. August: Gheorghe Berceanu, rumänischer Ringer (* 1949)
- 000August: Rostislav Václavíček, tschechoslowakischer Fußballspieler (* 1946)

### September

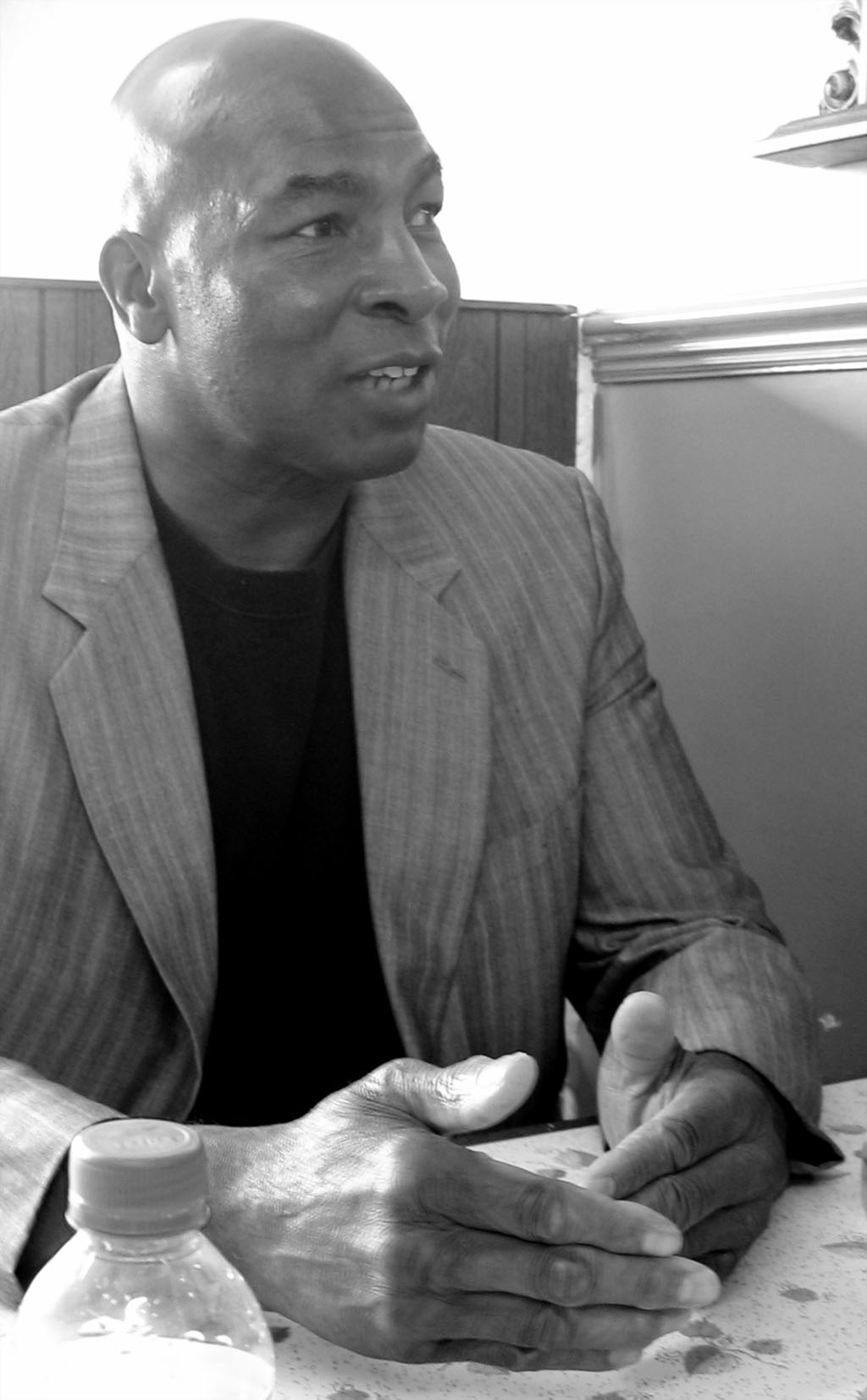
Earnie Shavers (2005)

- 01. September: Ľudovít Komadel, tschechoslowakischer Schwimmer und Sportmediziner (* 1927)
- 01. September: Walentyna Myschak, sowjetische Volleyballspielerin (* 1942)
- 01. September: Earnie Shavers, US-amerikanischer Schwergewichtsboxer (* 1944)
- 02. September: Mišo Cebalo, jugoslawischer bzw. kroatischer Schachspieler (* 1945)
- 03. September: Helmut Stein, deutscher Fußballspieler (* 1942)
- 04. September: Robert Bintz, luxemburgischer Radsportler (* 1930)
- 04. September: Boris Lagutin, sowjetischer Boxer (* 1938)
- 05. September: Hans Eder, deutscher Fußballspieler und -trainer (* 1934)
- 06. September: Molrudee Kasemchaiyanan, neuseeländische Billardspielerin und -funktionärin (* 1979)
- 07. September: Piet Schrijvers, niederländischer Fußballspieler (* 1946)
- 10. September: Menno Boelsma, niederländischer Eisschnellläufer und Shorttracker (* 1961)
- 11. September: Nelson Oñate, kubanischer Sportschütze (* 1943)
- 13. September: Horacio Accavallo, argentinischer Boxer (* 1934)
- 18. September: Mustafa Dağıstanlı, türkischer Ringer (* 1931)
- 21. September: Andrea Bodó, ungarische Turnerin (* 1934)
- 21. September: Gregory S. Lee, US-amerikanischer Basketball- und Beachvolleyballspieler (* 1951)
- 22. September: Heinz Krieger, deutscher Fußballspieler (* 1943)
- 25. September: Rafael Tschimischkjan, sowjetischer Gewichtheber (* 1929)
- 26. September: Ferfried Prinz von Hohenzollern, deutscher Tourenwagen-Rennfahrer (* 1943)
- 26. September: Hilaree Nelson, US-amerikanische Skibergsteigerin (* 1972)
- 29. September: Ildikó Kővári, ungarische Skirennläuferin (* 1930)
- 30. September: Jürgen Dieckmann, deutscher Fußballspieler (* 1944)
- 30. September: Juri Saizew, sowjetischer Gewichtheber (* 1951)
- 000September: Géza Csapó, ungarischer Kanute (* 1950)
- 000September: Pawel Perwuschin, sowjetischer Gewichtheber (* 1947)

### Oktober

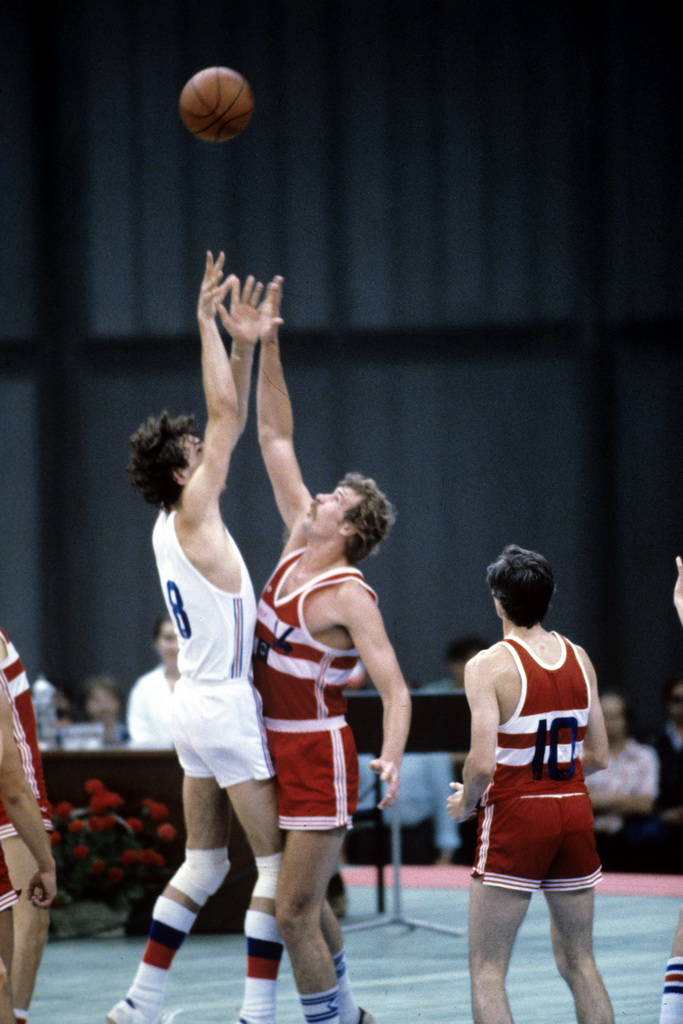
Stanislav Kropilák
(im weißen Trikot, 1980)

- 01. Oktober: Robert Hartmann, deutscher Sportjournalist (* 1940)
- 01. Oktober: Antonio Inoki, japanischer Wrestler und Promoter (* 1943)
- 02. Oktober: Éder Jofre, brasilianischer Boxer (* 1936)
- 03. Oktober: Florin Zalomir, rumänischer Säbelfechter (* 1981)
- 04. Oktober: Dave Dryden, kanadischer Eishockeyspieler und -trainer (* 1941)
- 04. Oktober: Lucienne Schmith, französische Skirennläuferin (* 1926)
- 04. Oktober: Jürgen Sundermann, deutscher Fußballspieler und -trainer (* 1940)
- 06. Oktober: Phil Read, britischer Motorradrennfahrer (* 1939)
- 07. Oktober: Bill Nieder, US-amerikanischer Leichtathlet (* 1933)
- 08. Oktober: Gerben Karstens, niederländischer Radrennfahrer (* 1942)
- 09. Oktober: Dieter Scherbarth, deutscher Fußballspieler (* 1939)
- 12. Oktober: Lucious Jackson, US-amerikanischer Basketballspieler (* 1941)
- 13. Oktober: Walter Grein, deutscher Tischtennisspieler und Sportfunktionär (* 1927)
- 13. Oktober: Dagmar Rom, österreichische Skirennläuferin (* 1928)
- 14. Oktober: Stanislav Kropilák, tschechoslowakischer Basketballspieler (* 1955)
- 18. Oktober: Ole Ellefsæter, norwegischer Skilangläufer (* 1939)
- 18. Oktober: Walter Schröder, deutscher Ruderer (* 1932)
- 19. Oktober: Charley Trippi, US-amerikanischer American-Football-Spieler (* 1921)
- 20. Oktober: Roland Hoffmann, deutscher Baseballspieler und -trainer (* 1936)
- 24. Oktober: Tomasz Wójtowicz, polnischer Volleyballspieler (* 1953)
- 25. Oktober: Hans-Joachim Pathus, deutscher Leichtathlet und Leichtathletiktrainer (* 1936)
- 25. Oktober: Brian Robinson, britischer Radrennfahrer (* 1930)
- 29. Oktober: Harald Braner, deutscher Fußballspieler (* 1943)
- 29. Oktober: Wolfgang Lange, deutscher Kanute und Kanutrainer (* 1938)

### November

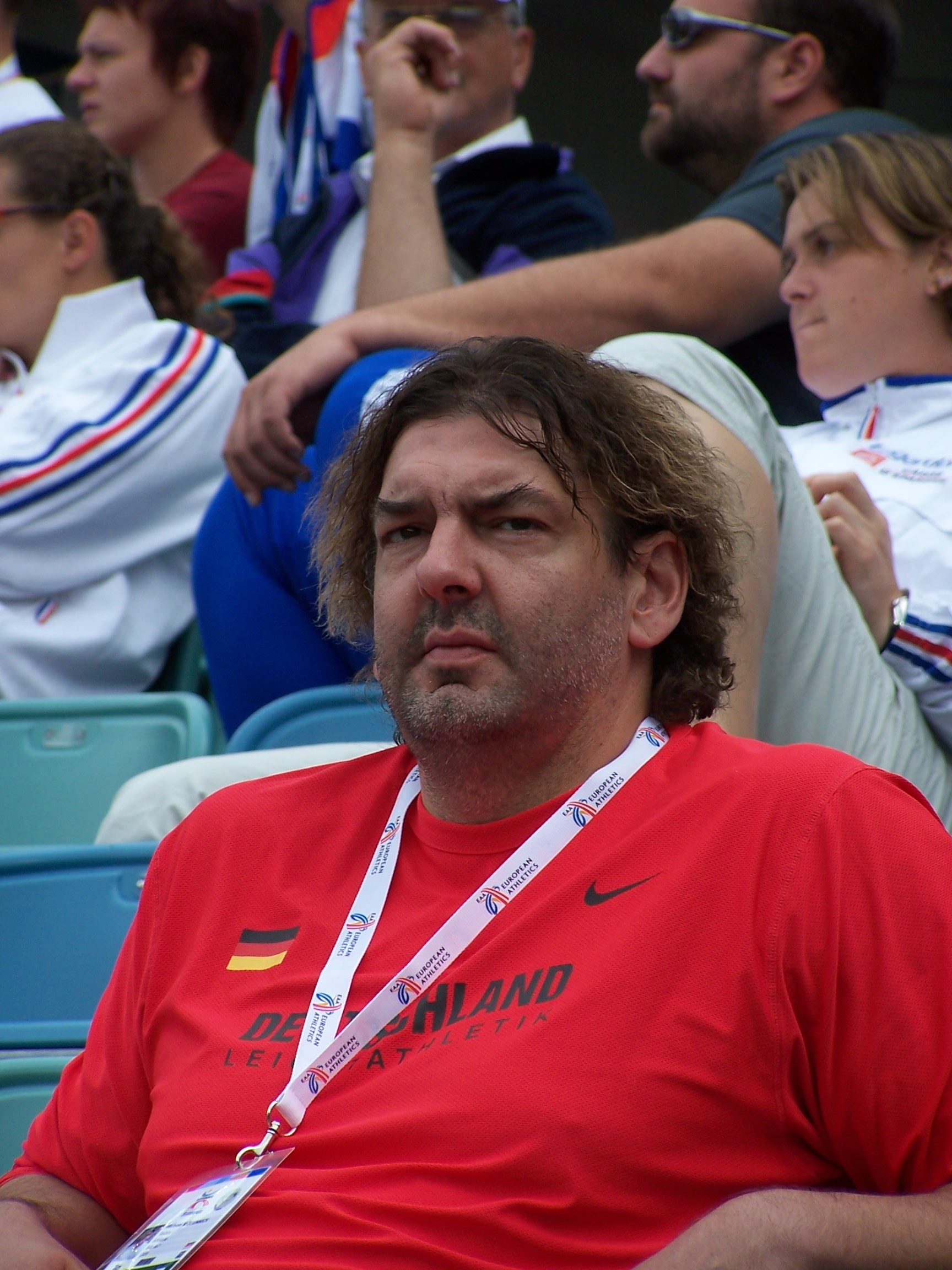
Michael Möllenbeck (2006)

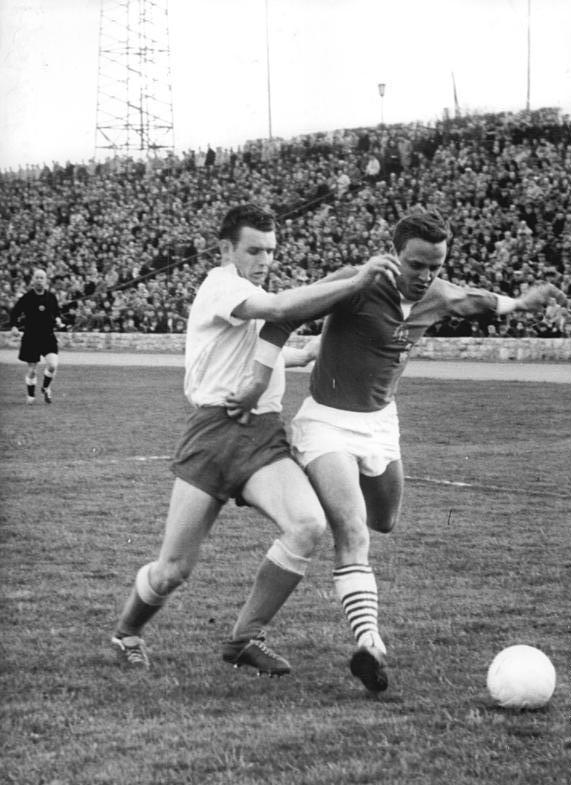
Jürgen Nöldner (rechts, 1962)

- 01. November: Wilson Kiprugut, kenianischer Leichtathlet (* 1938)
- 02. November: Mauro Forghieri, italienischer Motoren- und Rennwagen-Konstrukteur (* 1935)
- 02. November: Michael Möllenbeck, deutscher Leichtathlet (* 1969)
- 03. November: Ray Guy, US-amerikanischer American-Football-Spieler (* 1949)
- 04. November: Dave Butz, US-amerikanischer American-Football-Spieler (* 1950)
- 06. November: Herbert Fischer-Solms, deutscher Sportjournalist (* 1946)
- 06. November: Breido Graf zu Rantzau, deutscher Springreiter und Reitfunktionär (* 1949)
- 09. November: Gerhard Kohse, deutscher Sportreporter (* 1933)
- 10. November: Henry Anglade, französischer Radrennfahrer (* 1933)
- 12. November: Cornelis van der Gijp, niederländischer Fußballspieler (* 1931)
- 16. November: Alexander Martynjuk, sowjetischer Eishockeyspieler (* 1945)
- 16. November: Gerhard Rodax, österreichischer Fußballspieler (* 1965)
- 17. November: Alexander Gorschkow, sowjetischer bzw. russischer Eiskunstläufer und Sportfunktionär (* 1946)
- 21. November: Kálmán Mészöly, ungarischer Fußballspieler und -trainer (* 1941)
- 21. November: Jürgen Nöldner, deutscher Fußballspieler (* 1941)
- 22. November: Peter Sternad, österreichischer Leichtathlet (* 1946)
- 24. November: Wessel Lücke, deutscher Basketballspieler, -trainer und -funktionär (* 1937)
- 24. November: Börje Salming, schwedischer Eishockeyspieler (* 1951)
- 25. November: Erzsébet Pongrátzné Vasvári, ungarische Sportschützin (* 1954)
- 26. November: Fernando Gomes, portugiesischer Fußballspieler (* 1956)
- 27. November: Gábor Csapó, ungarischer Wasserballspieler (* 1950)
- 27. November: Maurice Norman, englischer Fußballspieler (* 1934)
- 27. November: Mehmet Oğuz, türkischer Fußballspieler (* 1949)
- 28. November: Skip Kenney, US-amerikanischer Schwimmtrainer (* 1943)
- 29. November: Steve Jensen, US-amerikanischer Eishockeyspieler und -trainer (* 1955)
- 30. November: Georges Groine, französischer Rallye-Raid-Fahrer (* 1934)
- 30. November: Murray Halberg, neuseeländischer Leichtathlet (* 1933)
- 30. November: Davide Rebellin, italienischer Radrennfahrer (* 1971)

### Dezember

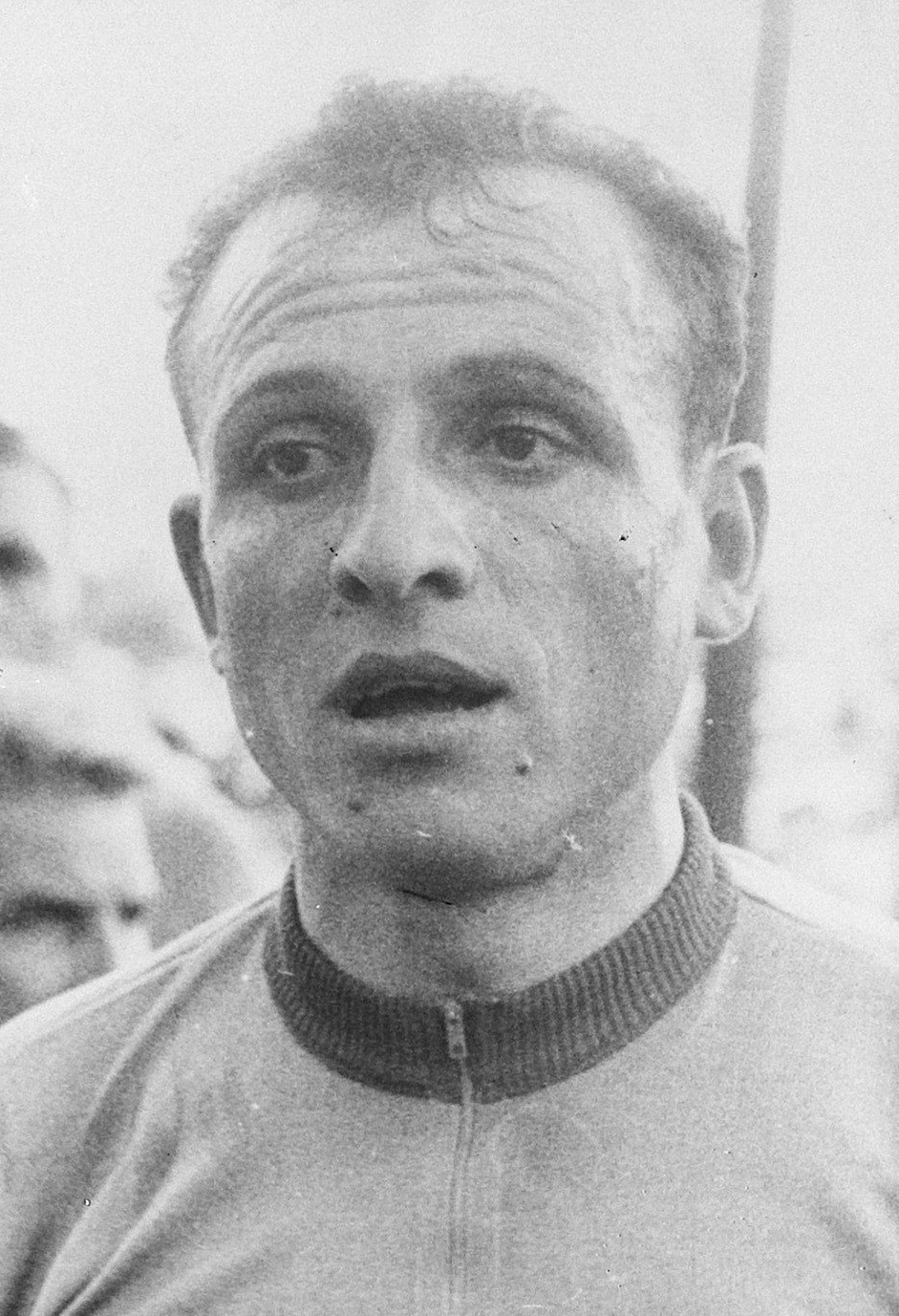
Ercole Baldini (1962)

- 01. Dezember: Ercole Baldini, italienischer Radrennfahrer (* 1933)
- 01. Dezember: Gaylord Perry, US-amerikanischer Baseballspieler (* 1938)
- 03. Dezember: Älschan Scharmuchamedow, sowjetischer Basketballspieler (* 1944)
- 04. Dezember: Nick Bollettieri, US-amerikanischer Tennistrainer (* 1931)
- 04. Dezember: Horst Faber, deutscher Eiskunstläufer (* 1921)
- 04. Dezember: Patrick Tambay, französischer Automobilrennfahrer (* 1949)
- 06. Dezember: Mills Lane, US-amerikanischer Boxringrichter (* 1937)
- 06. Dezember: Bernd Rohr, deutscher Radsportler (* 1937)
- 12. Dezember: Iván Faragó, ungarischer Schachspieler (* 1946)
- 12. Dezember: Kurt Linder, deutscher Fußballspieler und -trainer (* 1933)
- 12. Dezember: Hermann Nuber, deutscher Fußballspieler und -trainer (* 1935)
- 12. Dezember: Anton Šoltýs, tschechoslowakischer Skirennläufer (* 1937)
- 13. Dezember: Stefan Reschke, deutscher Schachspieler (* 1965)
- 15. Dezember: Renée Colliard, Schweizer Skirennfahrerin (* 1933)
- 16. Dezember: Barry Cullen, kanadischer Eishockeyspieler (* 1935)
- 16. Dezember: Siniša Mihajlović, serbischer Fußballspieler und -trainer (* 1969)
- 17. Dezember: Eero Tapio, finnischer Ringer (* 1941)
- 19. Dezember: Don McKenney, kanadischer Eishockeyspieler, -trainer und -scout (* 1934)
- 20. Dezember: Franco Harris, US-amerikanischer American-Football-Spieler (* 1950)

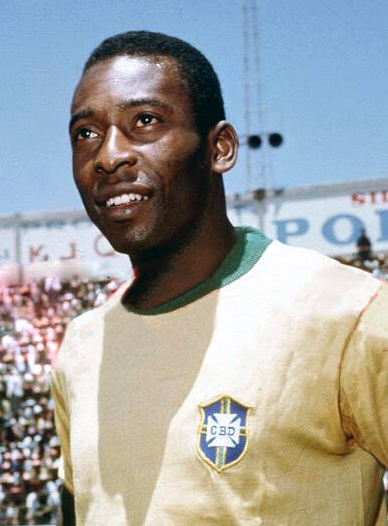
Pelé (1970)

- 21. Dezember: Ludwik Synowiec, polnischer Eishockeyspieler (* 1958)
- 22. Dezember: Anton Tkáč, tschechoslowakischer Radrennfahrer (* 1951)
- 23. Dezember: Brocken-Benno, deutscher Rekord-Wanderer (* 1932)
- 23. Dezember: George Cohen, englischer Fußballspieler (* 1939)
- 23. Dezember: Philippe Streiff, französischer Automobilrennfahrer (* 1955)
- 23. Dezember: Lutz Ulbricht, deutscher Ruderer (* 1942)
- 24. Dezember: Vittorio Adorni, italienischer Radrennfahrer (* 1937)
- 26. Dezember: Ludger Schulze, deutscher Sportjournalist und Autor (* 1950)
- 27. Dezember: Rolf Oesterreich, deutscher Leichtathlet (* 1949)
- 27. Dezember: Luann Ryon, US-amerikanische Bogenschützin (* 1953)
- 27. Dezember: Imre Szöllősi, ungarischer Kanute (* 1941)
- 29. Dezember: Pelé, brasilianischer Fußballspieler (* 1940)
- 29. Dezember: János Varga, ungarischer Ringer (* 1939)
- 31. Dezember: Sergei Bautin, russischer Eishockeyspieler (* 1968)
- 31. Dezember: Barry Lane, englischer Golfspieler (* 1960)